# Phytomia neavei
Phytomia neavei är en tvåvingeart som beskrevs av Mario Bezzi 1915. Phytomia neavei ingår i släktet Phytomia och familjen blomflugor.
Artens utbredningsområde är Uganda. Inga underarter finns listade i Catalogue of Life.